# 테아 샤록
테아 샤록(Thea Sharrock)은 잉글랜드의 연극 감독, 영화 감독이다.

## 작품 목록

### 영화
- 미 비포 유 (2016)
- 오직 하나뿐인 아이반 (2020)
- 위키드 리틀 레터스 (2023)
- 홈리스 월드컵 (2024)